# Fließwiese Ruhleben
Fließwiese Ruhleben este o arie protejată (arie specială de conservare — SAC, sit de importanță comunitară — SCI) din Germania întinsă pe o suprafață de 15,9 ha, integral pe uscat.

## Localizare
Centrul sitului Fließwiese Ruhleben este situat la coordonatele 52°31′34″N 13°14′10″E / 52.5261°N 13.2361°E.

## Înființare
Situl Fließwiese Ruhleben a fost declarat sit de importanță comunitară în martie 2001 pentru a proteja 5 specii de animale. Situl a fost protejat și ca arie specială de conservare în decembrie 2012.

## Biodiversitate
Situată în ecoregiunea continentală, aria protejată conține 2 habitate naturale: Păduri acidofile de stejar bătrân cu Quercus robur pe câmpii nisipoase, Păduri aluvionare cu Alnus glutinosa și Fraxinus excelsior (Alno-Padion, Alnion incanae, Salicion albae).
La baza desemnării sitului se află mai multe specii protejate:
- păsări (3): erete de stuf (Circus aeruginosus), ciocănitoarea de stejar (Dendrocopos medius), Grus grus grus
- amfibieni (1): triton cu creastă (Triturus cristatus)
- nevertebrate (1): libelule (Leucorrhinia pectoralis)

Pe lângă speciile protejate, pe teritoriul sitului au mai fost identificate 2 specii de amfibieni, 1 specie de reptile.